# Arboretum de Jouéou
L'arboretum de Jouéou (connu aussi comme Arboretum Henri-Gaussen) est un arboretum de 1,9 hectares, qui dépend administrativement du jardin botanique Henri-Gaussen de Toulouse, et se trouve sur le territoire de la commune de Bagnères-de-Luchon, en France.
L'arboretum est reconnu comme "Collection nationale" par le Conservatoire des collections végétales spécialisées (CCVS) en particulier pour son exceptionnelle collection de  250 taxons différents de conifères.
Le code d'identification d'Arboretum de Jouéou en tant que membre du "Botanic Gardens Conservation International" (BGCI), ainsi que le sigle d'identification de son herbier, est TOU.

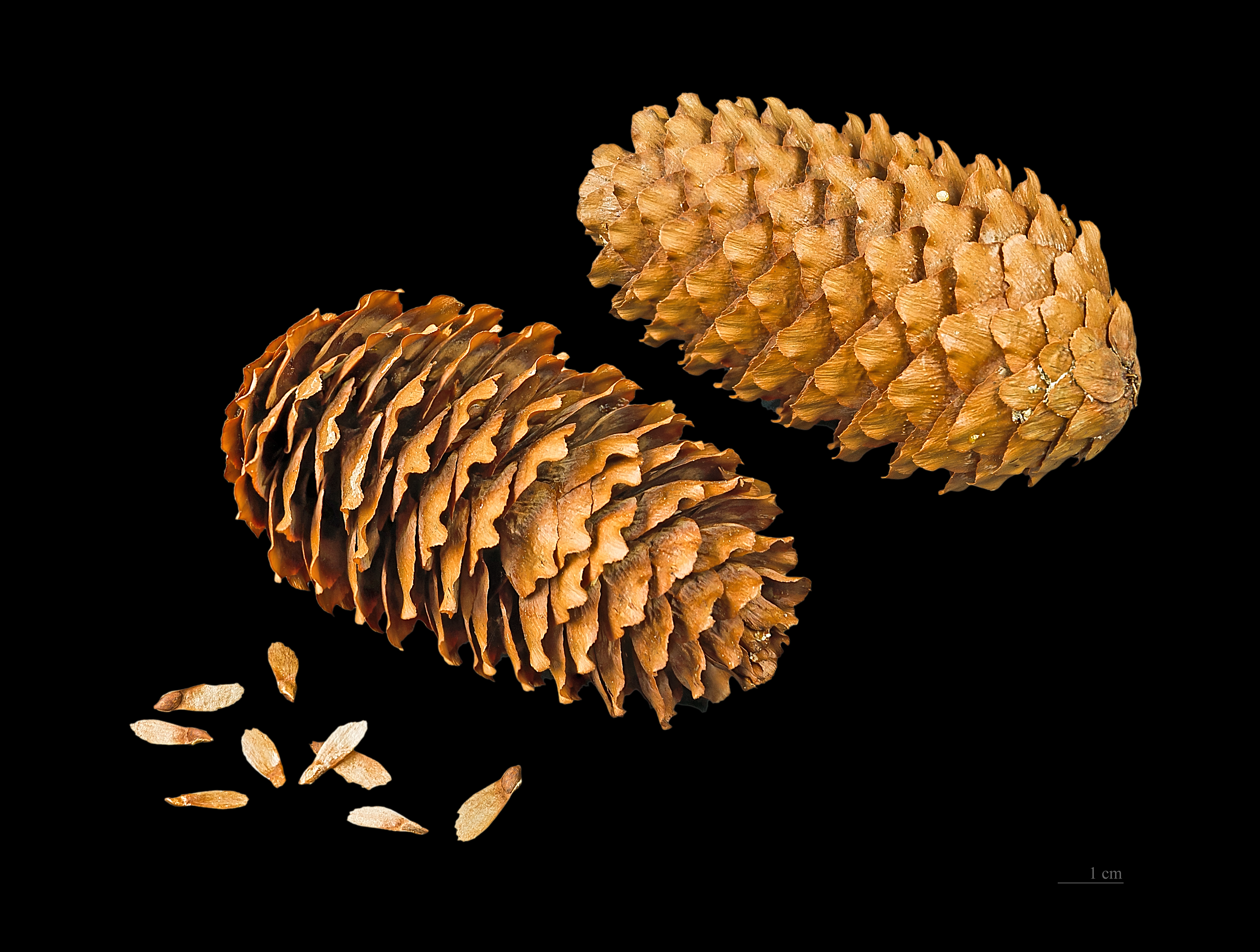
Picea likiangensis - MHNT

## Localisation
Administration :
43°36′13.32″N 1°26′34.44″E / 43.6037000°N 1.4429000°E
Université Paul Sabatier, 39 allées Jules Guesde,
Toulouse, Haute-Garonne, Occitanie, 31062 Cedex 9 France.
Emplacement :
Arboretum de Jouéou, Route de l'Hospice de France, Bagnères-de-Luchon, Haute-Garonne, Occitanie, France.
Plans et vues par satellite :  42°35′30″N 0°35′41″E / 42.591667°N 0.594722°E
42°35′30″N 0°35′41″E / 42.591667°N 0.594722°E

## Histoire
L'arboretum a été créé entre 1921 et 1928 par le Professeur Henri Gaussen.
Il continue à être administré par le jardin botanique Henri-Gaussen de l'Université Paul-Sabatier à Toulouse.

## Collections
Il héberge 250 taxons de conifères originaires du monde entier, dont 186 peuvent être observés dans la nature et 64 sont des hybrides ou des cultivars, organisés d'une façon systématique avec les espèces des États-Unis dans la zone ouest, de Méditerranée, Europe centrale et Asie de l'est.
Le jardin a deux sections :
- La collection botanique, dans laquelle les espèces de conifères sont représentées chacun par quatre individus, avec plus de 100 espèces, la plupart originaires d'Amérique du Nord et d'Eurasie.
- La collection de races et variétés, qui permet de comparer des spécimens de la même espèce mais de diverses origines géographiques.

L'arboretum a la reconnaissance du Conservatoire des collections végétales spécialisées (CCVS) pour sa collection de conifères.